# Angeł Bonczew
Angeł Awramow Bonczew (bg. Ангел Аврамов Бончев; ur. 24 marca 1961) – bułgarski zapaśnik walczący w stylu klasycznym. Srebrny medalista mistrzostw Europy w 1984; czwarty w 1986 roku.